# Cantone di Manta
Il Cantone di Manta è un cantone dell'Ecuador che si trova nella Provincia di Manabí.
Il capoluogo del cantone è Manta.